# Walter Flex
Walter Flex (Eisenach, 6 luglio 1887 – Pöide, 16 ottobre 1917) è stato un poeta e romanziere tedesco, noto per il suo romanzo Der Wanderer zwischen beiden Welten: romanzo di guerra che tratta i temi dell'umanità, dell'amicizia, e delle sofferenze vissute dall'autore durante la prima guerra mondiale.

## Biografia
Nacque a Eisenach da un insegnante di scuola secondaria, studiò tedesco presso l'Università di Erlangen, dal quale prese anche una borsa di studio. Nella sua breve vita, prima dello scoppio della prima guerra mondiale, lavorò come insegnante e come scrittore. Scrisse, Das Volk in Eisen e Sonne und Schild, una serie di opere nazionaliste ben accolte dal pubblico. La sua poesia Wildgänse rauschen durch die Nacht guadagnò molta popolarità soprattutto tra i giovani di Wandervogel fino al 1970.
Fu arruolato come volontario allo scoppio della prima guerra mondiale nel 1914. Durante la guerra trovò la sua morte, avvenuta il 16 ottobre 1917 nell'isola di Saaremaa, Estonia. Fu originariamente sepolto nel cimitero del villaggio di Peude, sull'isola di Saarema stessa.
Il suo epitaffio comprendeva una citazione della sua opera intitolata Preußischer Fahneneid, scritta nel 1915: Wer je auf Preußens Fahne schwört, hat nichts mehr, was ihm selbst gehört (traduzione: Chi giura sulla bandiera della Prussia non ha più nulla che appartiene a se stesso). Nel 1940 il suo corpo fu poi trasferito in un nuovo cimitero militare di fronte alla Sackenheimer Tor a Königsberg (oggi Kaliningrad, Russia). Successivamente la sua tomba e altre, furono distrutte dai raid aerei durante la Battaglia di Königsberg.
La sua opera Wanderer zwischen beiden Welten pubblicata nel 1916, da Verlag C. H. Beck, fu ben accolta dal pubblico. Nel 1917, furono stampate oltre 700 000 copie in Germania. La sua reputazione è cresciuta negli anni del primo dopoguerra nella repubblica di Weimar e fra il 1933 and 1945 il suo idealismo romantico venne strumentalizzato dalla propaganda del nazionalsocialismo che trovava la sua liricità evocativa e romantica particolarmente attraente e considerava Flex l'apogeo degli ideali della razza ariana.
Durante il periodo del movimento studentesco tedesco, la sua fama svanì quasi del tutto.

## Onori
- La casa (costruita nel 1723), dove Flex ha vissuto durante i suoi studi (1906-1908) è a Friedrichstraße 16.
- Un cenotafio si trova nel luogo di nascita di Flex, a Eisenach, in Germania. L'iscrizione è formulata come segue: Für / Kaiser und / Reich fiel / der kgl. [königlich] preuß. [preußische] Leutnant / Walter Flex / bei Peudehof / am 16. Oktober / 1917 / geb. [geboren] in / Eisenach / am 6. Juli / 1887. / Wer / auf die / preußische / Fahne / schwört[,] / hat nichts / mehr[,] / was ihm / selber / gehört[.][4]
- Il nuovo cimitero (Neuer Friedhof), a Eisenach, Germania vi ha una lapide rappresentante Flex.

## Opere
- Briefe. In Verbindung mit Konrad Flex. München, C.H. Beck [19--?]. 333 pp.
- Demetrius: ein Trauerspiel. Berlino: [Fischer, 1909?]. 147 p.; 18 cm.
- Klaus von Bismarck: eine Tragödie; [Bühnen u. Vereinen gegenüber Ms.] Berlin: Janke, 1913. 136 pp.
- Zwölf Bismarcks: 7 novellen. Berlin: Janke, 1913.
- Das Volk in Eisen: Kriegsgesänge eines Kriegs-Freiwilligen. Ein Ehrendenkmal für meinen für Kaiser und Reich gefallenen lieben Bruder, den Lt. Otto Flex, Inf.-Reg. 160. Kriegsgesänge e. Kriegs-Freiwilligen . Seconda edizione. Lissa i .P.: Eulitz, [ca. 1914]. 20 pp.
- Zwei eigenhändige Ansichtskarten mit Unterschrift. n.p.: n.p., [1914?].
- Der kanzler Klaus von Bismarck; eine erzählung. Stoccarda Evang. gesellschaft, [©1915]. 196 p.; 20 cm.
- Der Wanderer zwischen beiden Welten (1916)
- Der Wanderer zwischen beiden Welten: ein Kriegserlebnis. Terza edizione. München: Beck, 1917. 106 p .; 19 cm.
- Der Wanderer zwischen beiden Welten: Ein Kriegserlebnis. 687. bis 712. Taus. München, [1917]. Tiratura di copie 687.000 a 712.000. OCLC 186818957
- The Wanderer between the Two Worlds: An Experience of War. London: Rott Publishing, 2014. Prima traduzione in Inglese di Brian Murdoch.
- Kriegspatenbriefe. 1, Leutnantsdienst: neue Gedichte aus dem Felde. Lissa : Eulitz, [1917]. 28 pp.
- Flex, Walter:  Gesammelte Werke . München, Germania: C. H. Beck'sche Verlh. Prima edizione. Vol. 1. (1925). XXXIX pp., 450 pp.
- Flex, Walter:  Gesammelte Werke . München, Germania: C. H. Beck'sche Verlh. Prima edizione. Vol. 2. (1925). 540 pp.
- Flex, Walter:  Gesammelte Werke . München, Germania: C. H. Beck'sche Verlh. Quarta edizione. Vol. 1. (1936). 691 pp .; 20 cm.
- Flex, Walter:  Gesammelte Werke . München, Germania: C. H. Beck'sche Verlh. Quarta edizione. Vol. 2. (1936). 811 pp .; 20 cm.
- Flex, Walter:  Gesammelte Werke . München, Germania: C. H. Beck'sche Verlh. Nona edizione. Vol. 1. (1944). 691 pp.
- Flex, Walter:  Gesammelte Werke . München, Germania: C. H. Beck'sche Verlh. Nona edizione. Vol. 2. (1955). 539 pp.

### Volumi
- Walter Flex Gedenkheft [Hrsg. anläßl. d. 15. Todestages des Dichters] . (Traduzione: Walter Flex libretto commemorativo: Modificato in occasione del 15º anniversario della morte del poeta.] ) [Stendal, Breitestr. 55] [Karl August Richter] 1931.